# Lotterberg
Der Lotterberg ist eine 306,1 m ü. NHN hohe bewaldete Basaltkuppe östlich des Gudensberger Ortsteils Deute im hessischen Schwalm-Eder-Kreis, Deutschland.

## Geologie
Der Lotterberg ist eine miozäne vulkanische Schlotfüllung im Naturraum Gudensberger Kuppenschwelle. Die vulkanische Tätigkeit des Lotterbergs begann vor 20 Millionen Jahren und endete vor 7 Millionen Jahren. Dieser Vulkan war einer von vielen in der Westhessischen Senke. Der erstarrte Basalt hat einen Kieselsäuregehalt von 45–55 %. Hauptbestandteile des Basalts sind Plagioklas, Augit, und Olivin.

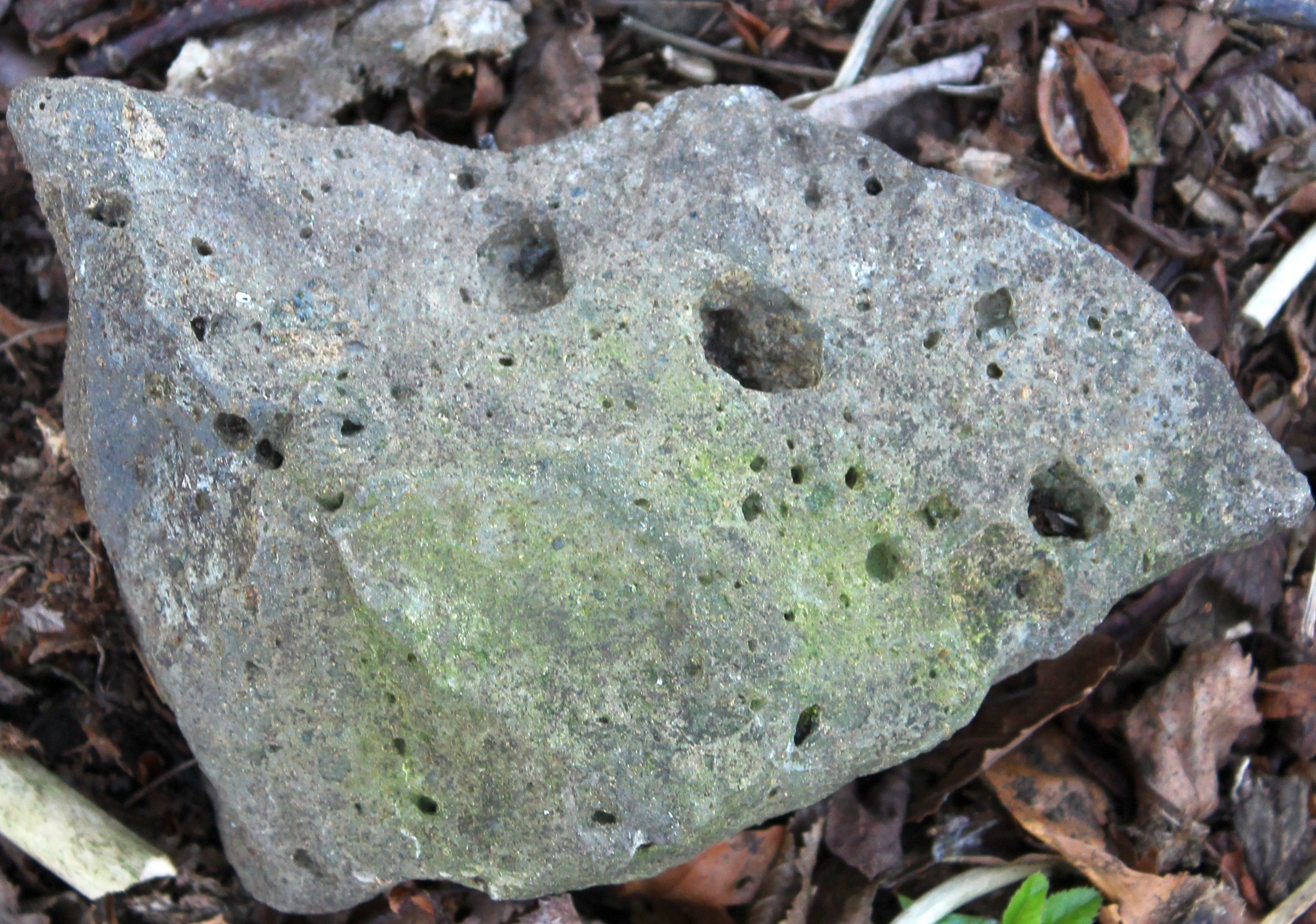
Handstück vom Basalt der Kuppe des Lotterbergs. Die Löcher waren gasgefüllte Vesikel, die während des Aufstiegs des Magmas entstanden. Links oben ein gut ausgebildeter Phänokristall aus Plagioklas.

An den westlichem Wind abgewandten Hängen sammelte sich im Windschatten Löss an. Nördlich liegt das Biotop Sommerbach am Fuß des Lotterbergs. Südlich des Gipfels wurde weißer Sandstein am Ederhang bei Wolfershausen gebrochen.

## Flora
Der Lotterberg ist heute mischbewaldet und wird forstwirtschaftlich und jagdwirtschaftlich genutzt. Durch Sukzession siedelten sich auf dem fruchtbaren mineralischen Boden am Lotterberg Pflanzen an.
Botanische Rarität ist heute die auf dem Gipfel blühende und unter Naturschutz stehende Türkenbundlilie.

## Geschichte

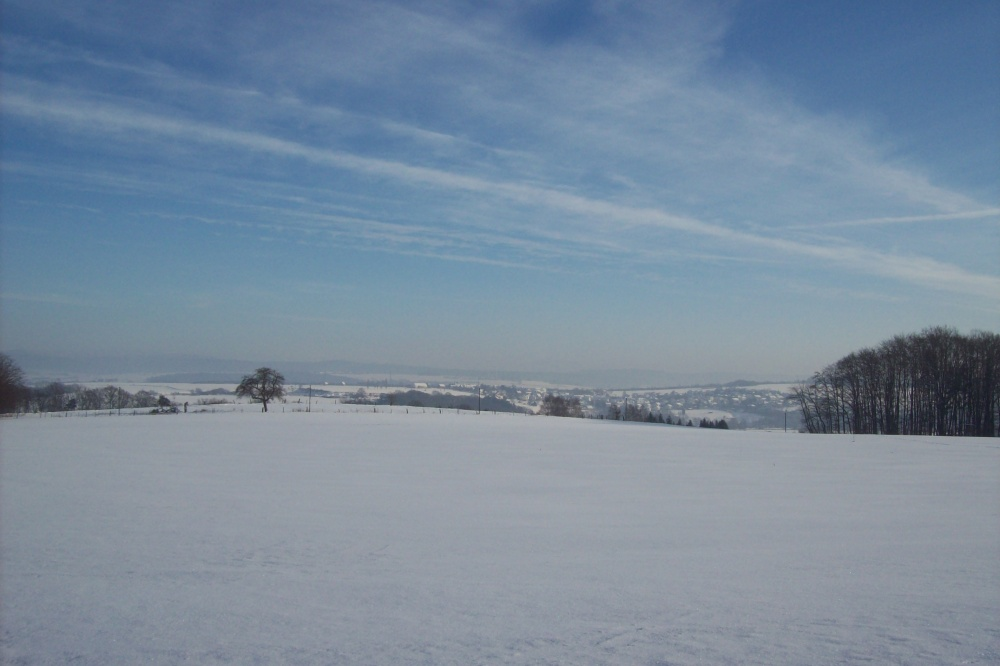
Blick vom Lotterberg nach Wolfershausen in Nordhessen

Das Gebiet um den Lotterberg war nachweislich frühzeitlich besiedelt. Ein bedeutender archäologischer Einzelfund ist eine steinzeitliche unsymmetrische facettierte neolithische Axt.
1921 öffnete das hessische Landesamt für Bodendenkmale im Amselholz am Fuße des Lotterbergs mehrere jungsteinzeitliche Grabhügel der Becherkultur aus dem 2. Jahrtausend v. Chr. Über dem gewachsenen Boden lag eine schwache steindurchsetzte Schicht. Die Hügel waren aus reinem Sand aufgeschüttet. Entdeckt wurden zwei archäologisch bedeutende gefleckte Feuersteine.
Zudem wurde am Lotterberg ein früheisenzeitliches Urnenfeld aus dem 5. Jahrhundert v. Chr. freigelegt. Auf dem Gipfel befand sich eine eisenzeitliche Höhensiedlung aus dem 4. bis 1. Jahrhundert v. Chr. Reste der Befestigungs- und Besiedlungsanlage sind nicht mehr nachweisbar, jedoch fanden Archäologen auf dem Berg eine große Anzahl von eisenzeitlichen Scherben, welche die frühzeitliche Besiedlung belegen. Die auf dem Lotterberg entdeckte eisenzeitliche Keramik ist durchweg mäßig gegliedert und stark mit Quarzblöcken durchsetzt. Farblich schwanken die Keramiken zwischen gelb- und graubraun.
Ein weiterer archäologisch bedeutender Einzelfund ist eine aus der Achsenzeit stammende römische Reibschale.

## Amselhof

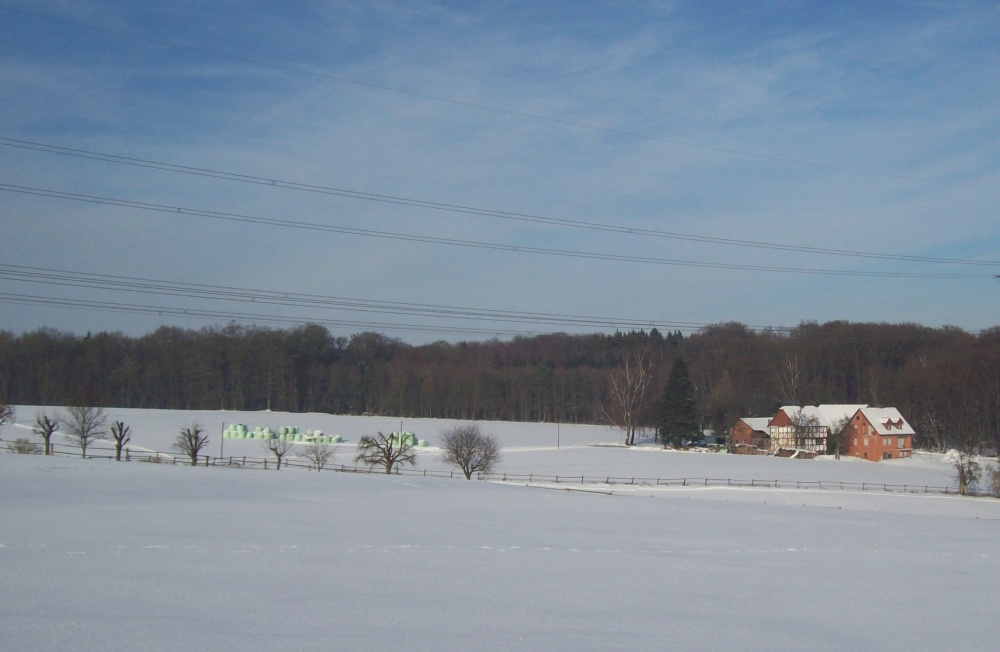
Der Amselhof am Lotterberg

Der Amselhof, auch Hof zur Amsel genannt, ist ein frei stehendes Gehöft und ehemaliges Wirtshaus am östlichen Waldesrand des Lotterbergs. Ein heute nicht mehr existierender mittelalterlicher Höhenweg führte am Amselhof vorbei nach Kassel. 1539 wurden im Kasseler Salbuch in der Wolfershausener Gemarkung Äcker an der Amenschebnborg erwähnt. Ein am Lotterberg gelegener Hof Amselsburg wurde 1558 erwähnt. Der zum Amselhof gehörende Amselwald wurde nachweislich 1579 von den Dorfbewohnern Haldorfs genutzt. In dem im Marburger Staatsarchiv befindlichen Kataster von Wolfershausen aus dem Jahr 1694 und der dortigen Flurkarte des Dorfes von 1688 ist das Gehöft Die Amsel zwar noch nicht verzeichnet, doch wurden die ältesten Gebäudeteile des Wirtshauses zwischen 1694 und 1748 errichtet.
Erstmals wird das Wirtshaus in einer undatierten Katastervorbeschreibung aus dieser Zeit erwähnt. Am Ende des 17. Jahrhunderts wurde das Flurstück abermals Amselburg bezeichnet. Jedoch gab es an dieser Stelle nie eine Burg im militärischen Sinn, wenngleich 1746 96 Acker Wald von Haldorf nochmals als Amselburg bezeichnet wurden.
Das heutige Fachwerkhaus mit Sandsteinfundament ließ Meister Johann Hermann Alheit 1776 mit dem Holz des früheren Wohnhauses errichten. Über der fein gestalteten Tür sitzt auf dem rechten Eichenbalken eine Amsel auf einem Zweig. In der ersten Hälfte des 18. Jahrhunderts unterhielt Johannes Umbach im Amselhof ein Gasthaus. 1932 übernahm Konrad Dittmar den 27 Morgen großen land- und forstwirtschaftlich genutzten Hof und übergab diesen anschließend an seinen Sohn Karl Dittmar. Bis in die 1970er Jahre fühlte man sich am Amselhof noch ins 19. Jahrhundert zurückversetzt, da es keinen Strom, kein fließendes Wasser und kein Telefon gab. Die Bewohner verbrachten die Abende beim Schein von Petroleumlampen. Der Wasseranschluss kam als letztes, erst in den 1980/90er Jahren; bis dahin wurde der hofeigene Brunnen für Menschen und Tiere genutzt.
Der Amselhof ist Handlungsort der 1933 erschienenen Erzählung Das rote Haus des Kasseler Schriftstellers Wilhelm Ide. In dieser Erzählung wird der Lotterberg „Otterberg“ genannt.

## Pferdegrab
Im zum Lotterberg gehörenden Amselholz nahe dem Amselhof liegt das Pferdegrab von 1868. Der romanische Grabstein aus weißem Sandstein ist mit zwei Pferdeköpfen im Profil geschmückt. In die Grabplatte sind die Worte: „Hier ruhen Bella und Rosa, den 15ten Juni 1868“, eingemeißelt.
Die beiden hier begrabenen Pferde stammen nicht, wie lange Zeit vermutet, aus dem Isabellen-Sechsergespann des letzten hessischen Kurfürsten Friedrich Wilhelm I.
Es gibt jedoch zwei mündliche Überlieferungen zur Entstehungsgeschichte des Pferdegrabs. In der ersten Überlieferung handelt es sich bei den Pferden um zwei Kutschpferde, mit denen ein Jagdpächter aus Kassel oft den Weg zu seinem Jagdrevier Amselwald am Lotterberg zurücklegte. Die alternden Pferde waren schließlich den Anstrengungen nicht mehr gewachsen und der Jagdpächter ließ, um die Pferde nicht in ungeeignete Hände zu geben, sie am 15. Juni 1868 im Amselholz erschießen.
Einer zweiten Überlieferung zufolge handelt es sich bei den beiden hier begrabenen Pferden um zwei Apfelschimmel der Witwe des Pensionärs Biermann aus Kassel. Nachdem die Tiere älter geworden waren und nicht mehr als Kutschpferde eingesetzt werden konnten, wollte die Witwe Biermann die Pferde in ihrem Jagdbezirk bei einem Bauern unterbringen. Die Pferde sollten zur Zucht gehalten werden. Da man die Bitte der Eigentümerin ablehnte, ließ sie die 12- und 13-jährigen Stuten durch ihren Jagdgast Rittmeister von Eschwege im Amselholz erschießen.
Einer dritten mündlichen Überlieferung nach sollten die beiden Pferde in den Militärdienst „eingezogen“ werden und wurden deswegen von den Besitzern erschossen. Zeitlich fällt diese Überlieferung zwischen den Deutschen Krieg (Preußisch-Österreichischer Krieg) 1866 und den Deutsch-Französischen Krieg 1870–1871.

## Sage
Der auf dem Lotterberg lebende Riese Lothar schleuderte einen Felsbrocken dem fliehenden Riesen Kunibert nach. Dieser hatte versucht, Lothars geliebte Nagathe auf den Heiligenberg zu entführen. Der Fels blieb in seinem Ärmel hängen und schlug auf einem Feld als Riesenstein nördlich der Eder ein.